# Candiota (piłkarz)
Aníbal Médicis Candiota (ur. 14 czerwca 1900 w Bagé  – zm. 15 października 1949 w Bagé) – piłkarz brazylijski grający na pozycji napastnika.
Candiota karierę piłkarską rozpoczął w klubie Guarany Bagé w 1916 roku. W 1918 roku przeszedł do Cruzeiro EC, w którym grał do 1919. Z Cruzeiro przeszedł do CR Flamengo, w którym grał do 1927 roku. Z Flamengo Candiota trzykrotnie zdobył mistrzostwo Stanu Rio de Janeiro – Campeonato Carioca w 1920, 1921 i 1925 roku. Karierę zakończył w macierzystym Guarany Bagé w 1928 roku.
Candiota wziął udział w turnieju Copa América 1921. Brazylia zajęła drugie miejsce, a Candiota zagrał w meczach z we wszystkich trzech meczach turnieju z Argentyną, Urugwajem i Paragwajem, w którym zdobył bramkę w 46 min., ustalając wynik na 3-0.